# Droga I/79 (Słowacja)
Droga I/79 (słow. Cesta I/79) – droga krajowa I kategorii w południowej-wschodniej Słowacji. Jedno-jezdniowa arteria prowadzi od skrzyżowania z krajową 18 w miejscowości Vranov nad Topľou na południe do Slovenskiego Novégo Mesta (dawne przejście graniczne do Węgier). Dalej trasa biegnie równolegle do granicy słowacko-węgierskiej i kończy się za miejscowością Čierna przy granicy z Ukrainą (brak przejścia granicznego).